# Taraka hamada
Taraka hamada — вид дневных бабочек из семейства голубянок (Lycaenidae).

## Описание

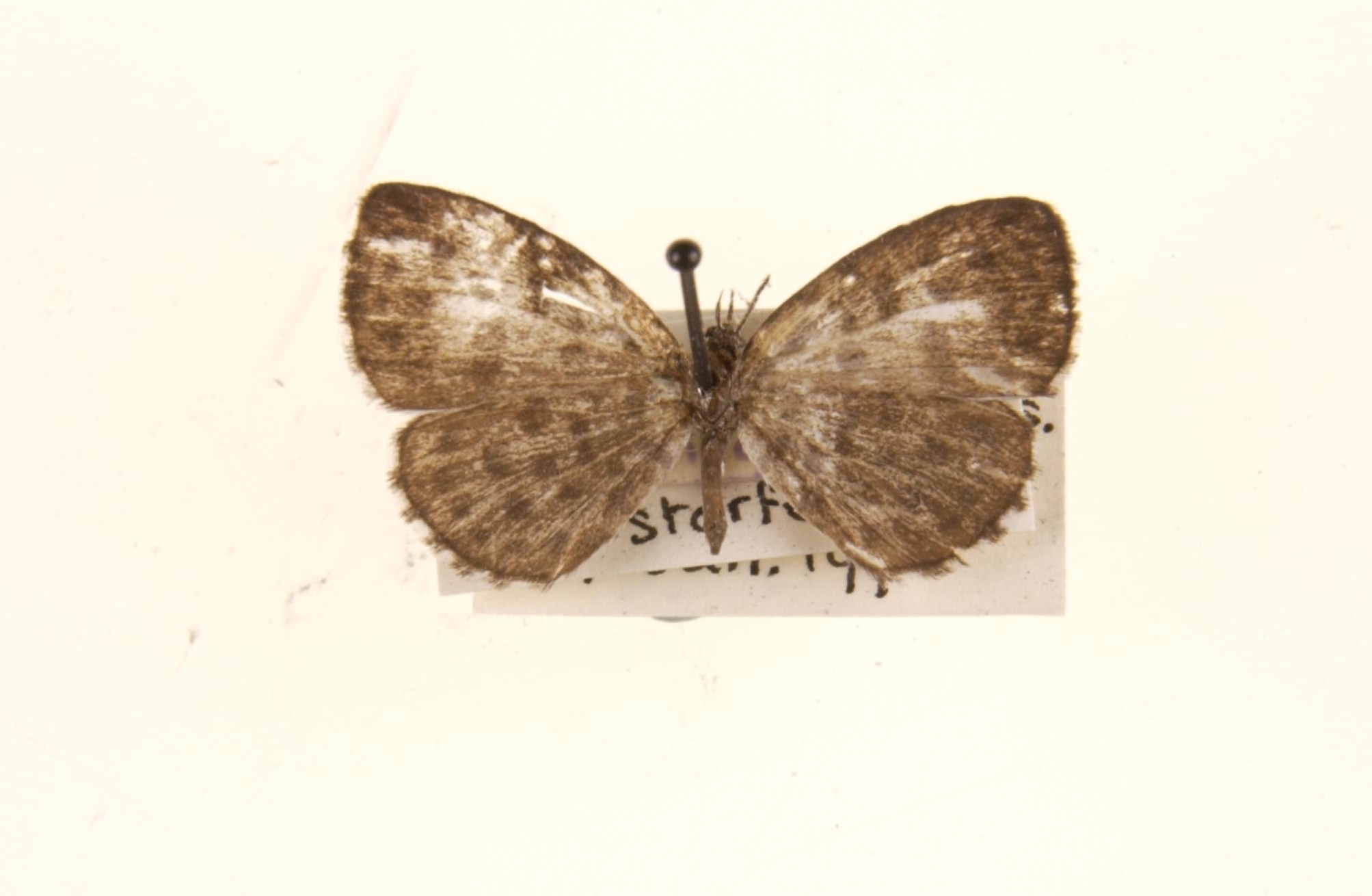

Длина переднего крыла бабочек 11—15 мм. Крылья на верхней стороне у обоих полов коричневые, а на нижней стороне — белого цвета с многочисленными чёрными пятнами, которые у внешнего края имеют округлую форму, а в основной части — вытянутую форму. Щупики топкие, длинные, слегка асимметричные. Передние лапки самцов слиты в один сегмент, на конце изогнуты вниз. Средние голени несколько вздутые. Передние крылья с 11 жилками. Задние крылья без хвостовых лопастей.

## Ареал
Корейский полуостров, Япония, Китай, Тайвань, Индокитай, Мьянма, Восточные Гималаи, 3ападная Индонезия, Суматра, Борнео, Ява.

## Биология
Бабочки встречаются в бамбучниках, на лугах. За год развивается в одном поколении. Гусеницы поедают тлей на бамбуках и мискантусе.